# Empennage de voiture

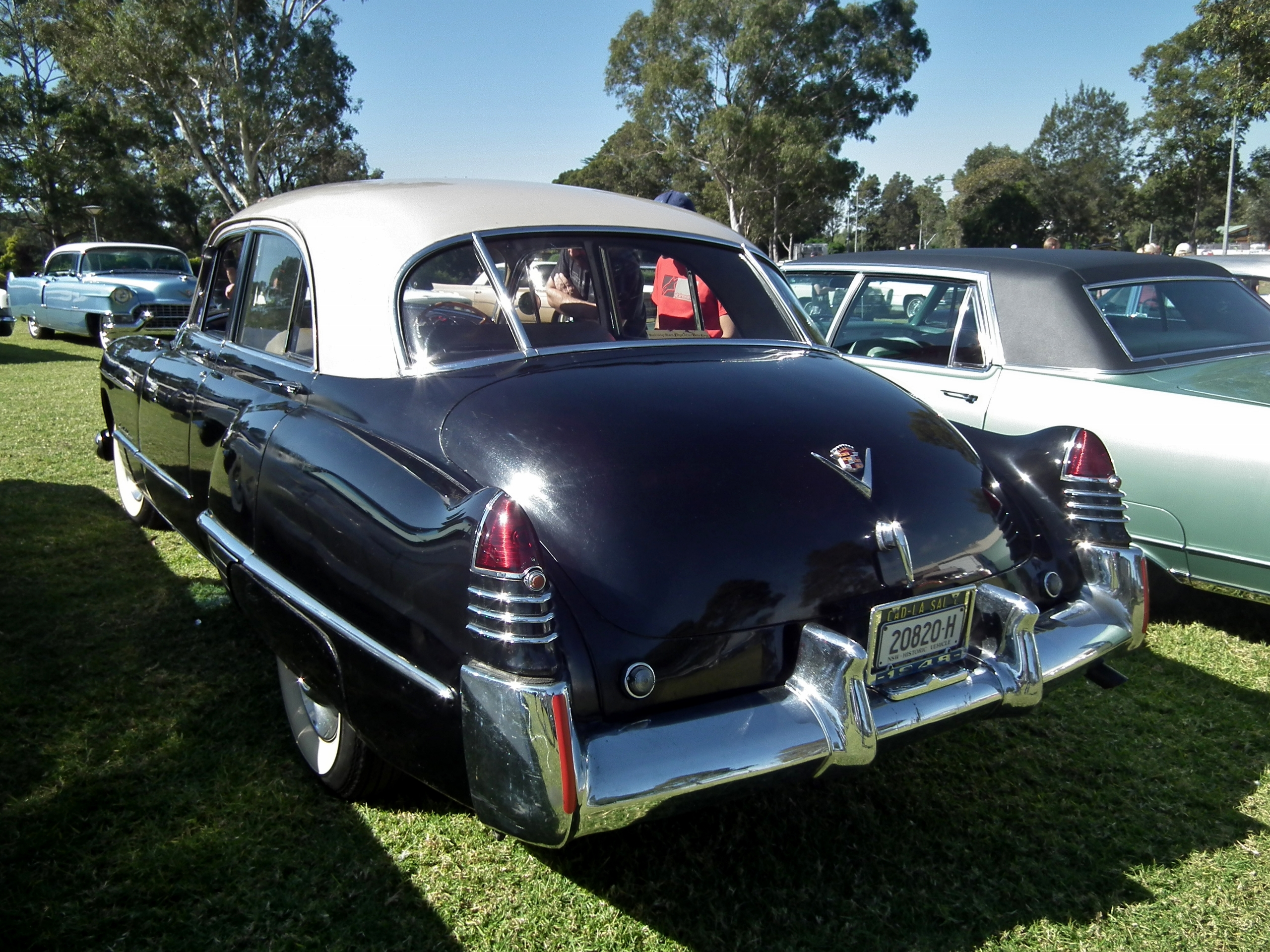
L'empennage a été introduit sur la Cadillac de 1948

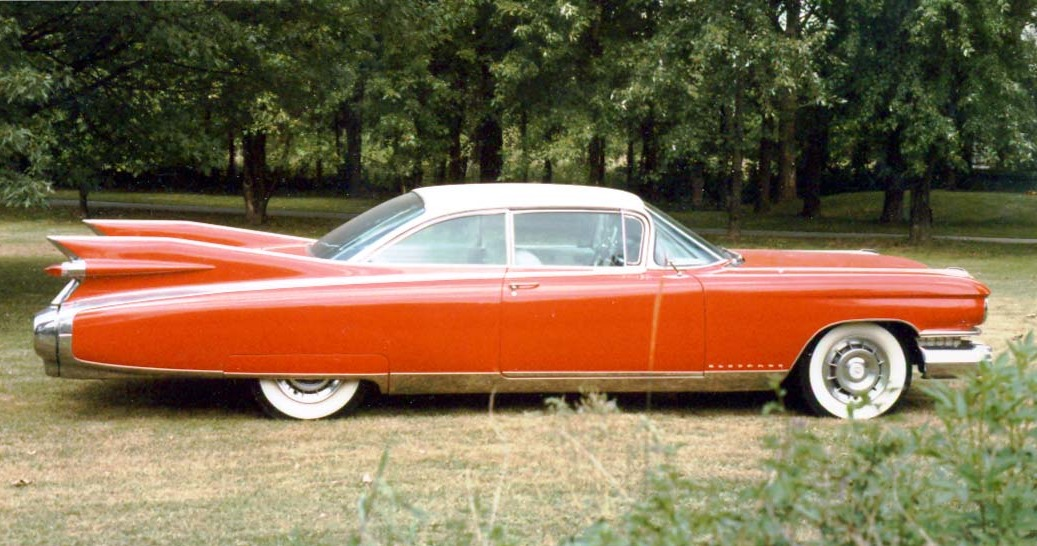
L'empennage à son sommet, sur la Cadillac Eldorado de 1959

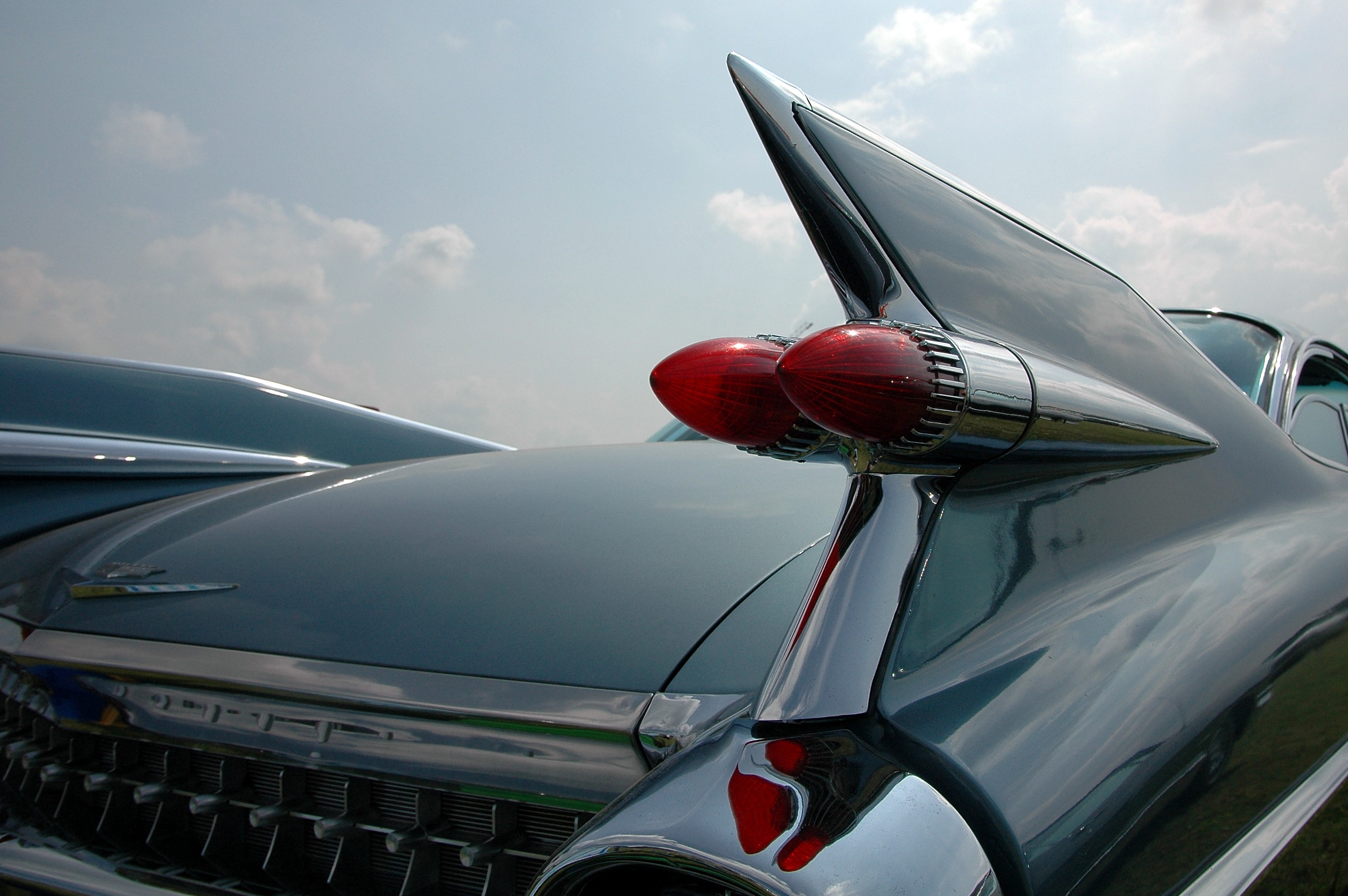
Une autre vue de l'empennage de la Cadillac 1959

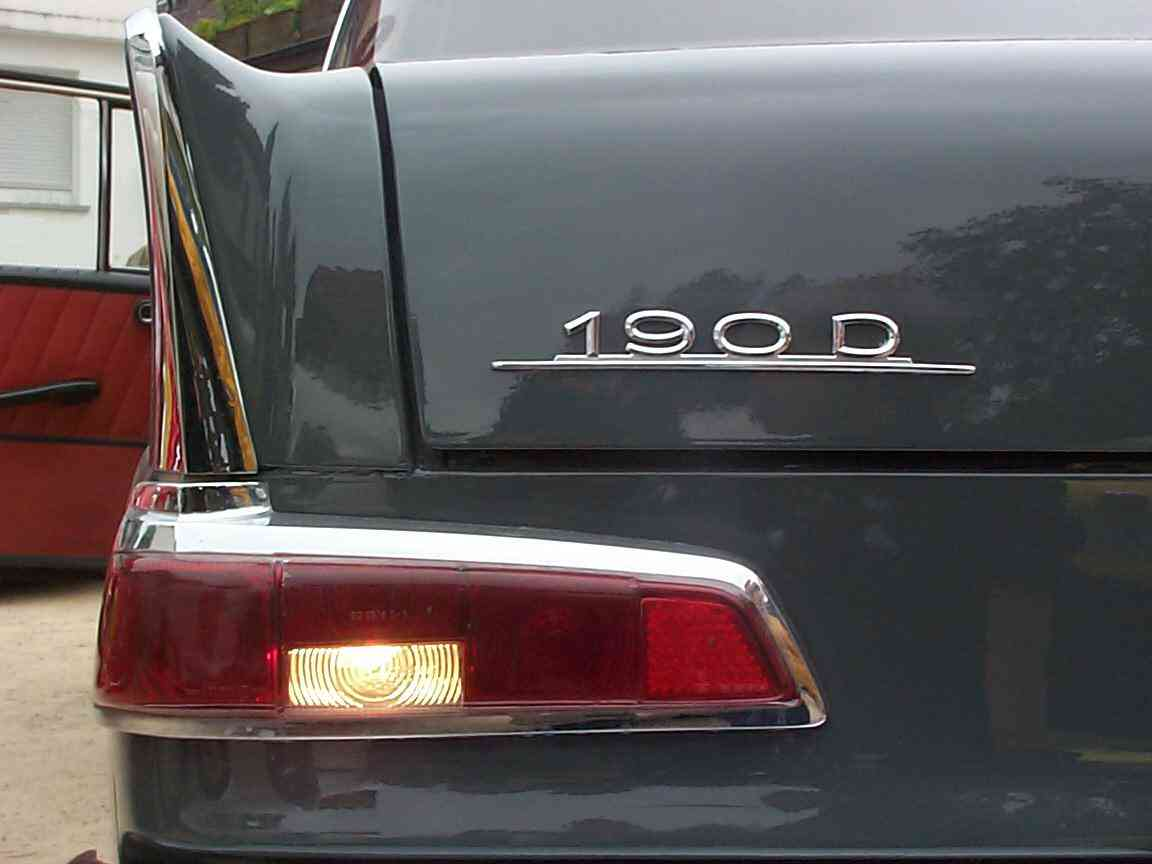
Les empennages furent des Peilstege (lignes de vue) dans la terminologie Mercedes-Benz, on les voit ici sur une berline 190D

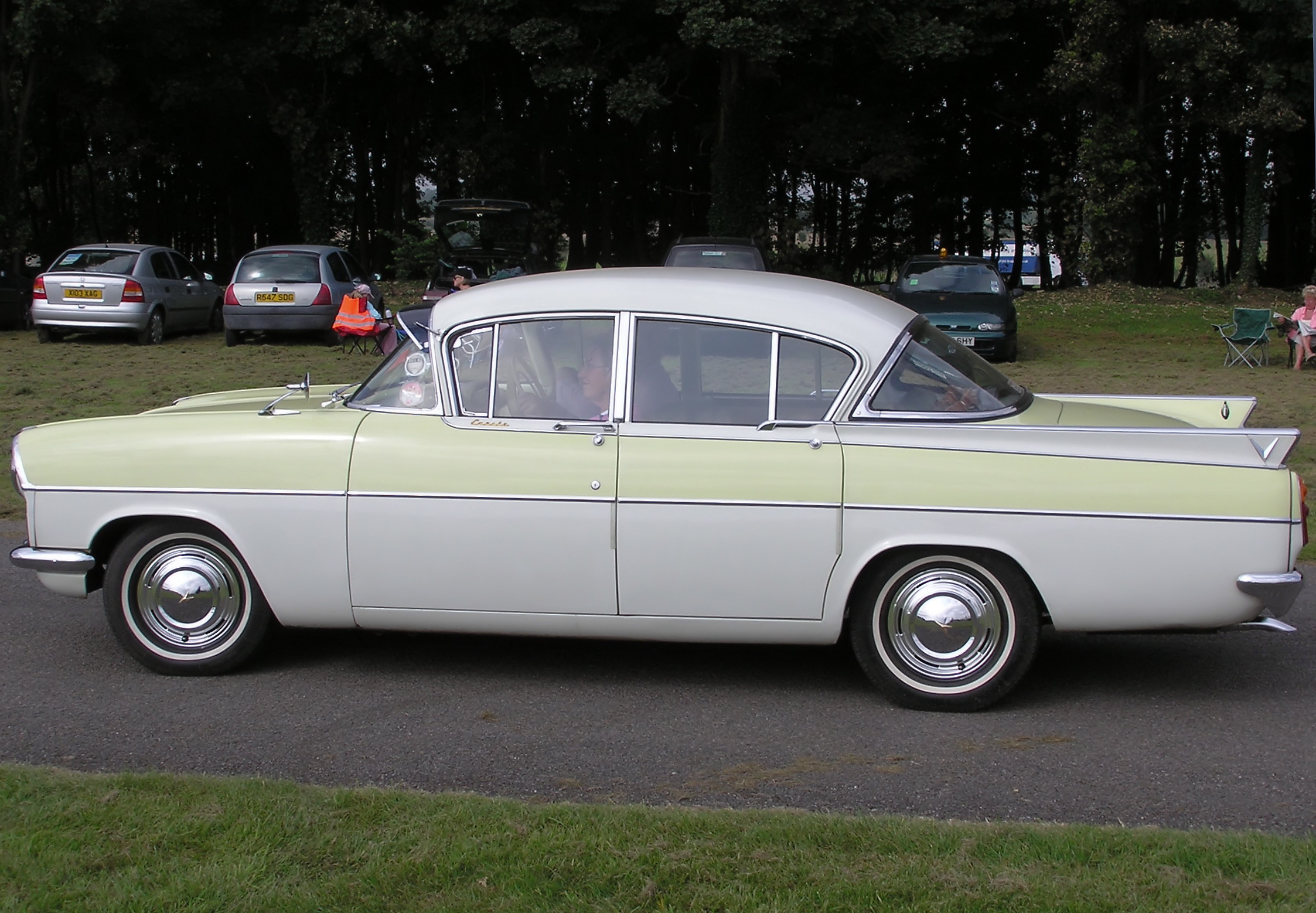
Une Vauxhall Cresta PA britannique à ailerons

L'ère de l'empennage du style automobile englobe les années 1950 et 1960, avec un pic entre 1957 et 1961. C'est un style qui s'est répandu dans le monde entier, car les concepteurs automobiles s'inspiraient des tendances de l'industrie automobile américaine, où il était considéré comme l'"âge d'or" de la conception Américaine de l'automobile.
Harley Earl, concepteur en chef chez General Motors, est généralement crédité pour l'empennage automobile, avec l'introduction de petites ailettes sur la Cadillac 1948. Harley s'inspira du look des avions de chasse de la seconde Guerre Mondiale, en particulier les deux queues du P-38 Lightning. Les empennages ont vraiment capturé l'imagination du public acheteur d'automobiles après que le concepteur de  Chrysler, Virgil Exner, ait lancé son Forward Look, qui a ensuite entraîné les fabricants à installer des ailerons de plus en plus grands sur les nouveaux modèles. Comme les avions à réaction, les fusées, et le vol spatial entrait dans l'imaginaire public, les empennages automobile (y compris les feux arrière) furent conçus pour ressembler de plus en plus aux avions de chasse et fusées spatiales  contemporains.
Plymouth a prétendu que les empennages n'étaient pas des ailes, mais bien des "stabilisateurs" destinés à déplacer le "centre de pression" aussi loin que possible vers l'arrière, et donc de "réduire de 20% les besoins de correction de pilotage par vent de travers", tandis que Mercedes-Benz a appelé son propre empennage “Peilstege” ou “lignes de vue”, ce qui apparemment aida à les maintenir.

## Arrière-plan
L'ingénieur automobile Paul Jaray ajouta une aile centrale à ses dessins de prototypes dans les années 1920 pour la stabilité aérodynamique. Influencé par ses brevets, certains fabricants de voitures mirent au point des prototypes profilés avec une arête centrale. Par exemple, le prototype Audi F5 Stromliner, le prototype de la Kdf-Wagen, la voiture de production Tatra 77 ou le prototype Fiat Padovan.
Certains sous-modèles de la Cadillac Fleetwood de 1937, qui date d'avant le P-38, avait également des suggestions d'empennages par l'ajout de petites "palettes" de feux arrière au bout des ailes, bien qu'il soit difficile de savoir si cela a influencé les conceptions vingt ans plus tard. En 1941, la berline Cadillac Série 63 4 Portes avait aussi une forme feux arrière en saillie, bien plus doux que ceux de la Fleetwood de 1937. Même si le modèle 1948 a été le premier effort conscient d'avoir des ailerons, les événements antérieurs ont rendu la notion plus acceptable pour les consommateurs et les concepteurs. (La seconde Guerre mondiale a interrompu la production des Cadillac entre le début des années 1940 et la fin des années 1940, les usines se tournant vers la production de biens militaires, interrompant le développement du concept.)

## L'ère de l'empennage
Le style des ailes de la Cadillac 1948 devint populaire, et son utilisation se propagea à d'autres modèles de la famille General Motors, dans d'autres marques. Bientôt, ils furent adoptés par d'autres fabricants, avec Virgil Exner, le styliste de Chrysler, en particulier, adoptant l'empennage. Quand la confiance dans le style grandit, les ailes ont grandi et deviennent plus audacieuses.
Les empennages les plus extrêmes apparurent à la fin des années 1950, par exemple sur la Cadillac Eldorado et la Chevrolet Impala de 1959. Flambés, pointus, et portant des feux jumeaux ronds, ils provoquèrent une réaction contre le look. Les empennages se sont réduits tout au long des années 1960, en adoptant même une pente descendante sur les Cadillac de 1965. Dans la plupart des cas ils ont disparu, bien qu'une pente du coffre dans une aile arrière affinée crée parfois une illusion d'aileron. Des vestiges d'empennages sont restés sur les voitures Américaines dans les années 1990, au moins jusqu'à la Cadillac Deville de 1999.
Mercedes-Benz a introduit un modeste empennage sur ses berlines de série W111 en 1959, qui gagna le surnom de "Fintails". La terminologie interne était Peilstege (lignes de vue) pour l'aide dans le fonctionnement en marche arière. En 1997, Lancia a introduit la Lancia Kappa Coupé avec de similaires "lignes de vue" arrière.

## Héritage

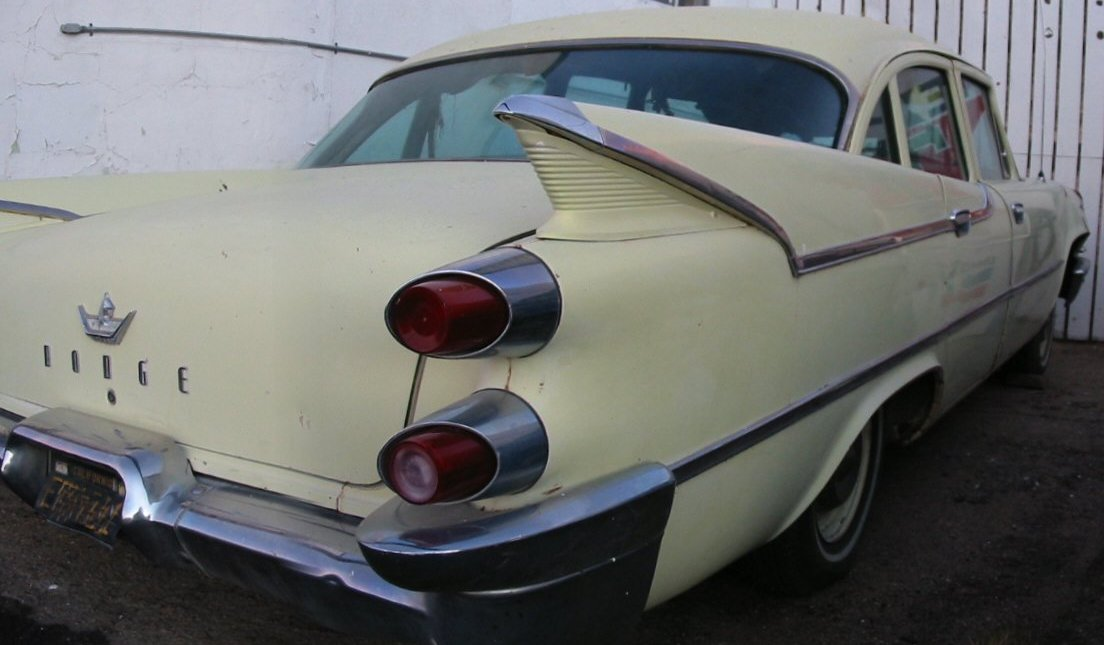
1959 Dodge Coronet.

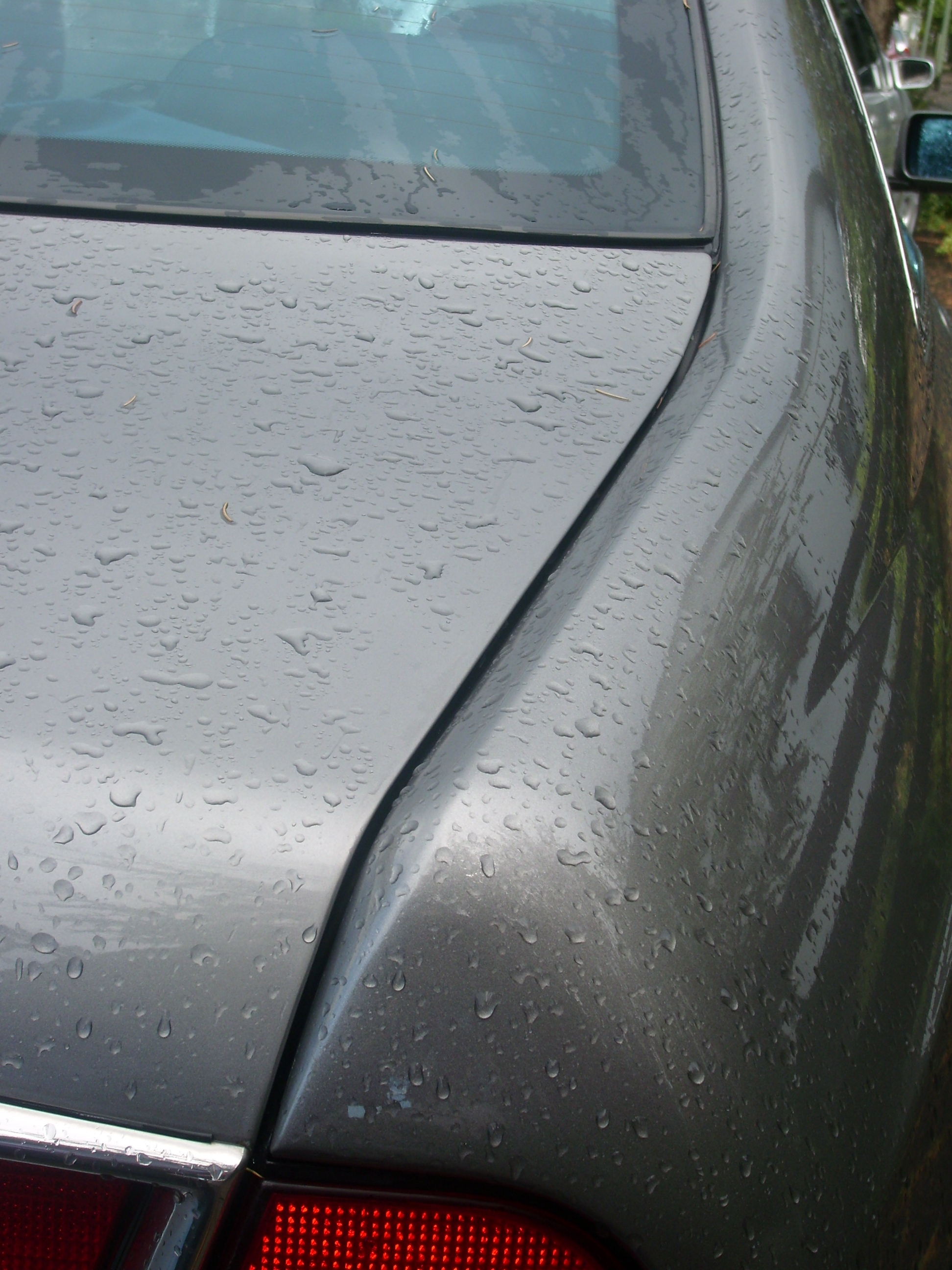
Empennage latent sur le coupé compact Lancia Kappa

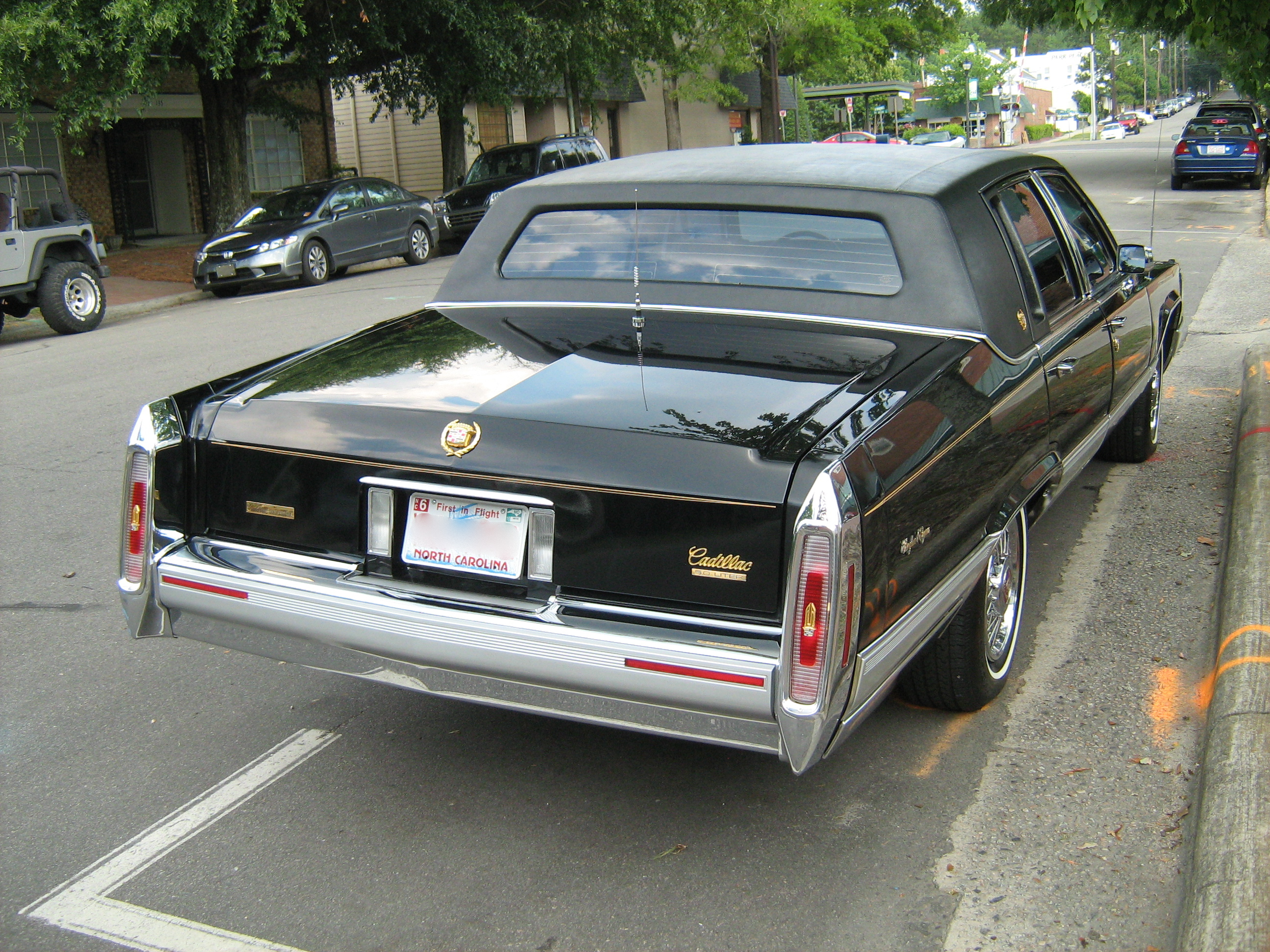
Les empennages des Cadillac avaient commencé à diminuer déjà en 1965, et reviennent de façon rudimentaire un quart de siècle plus tard, sur une Cadillac Brougham Elégance de 1990

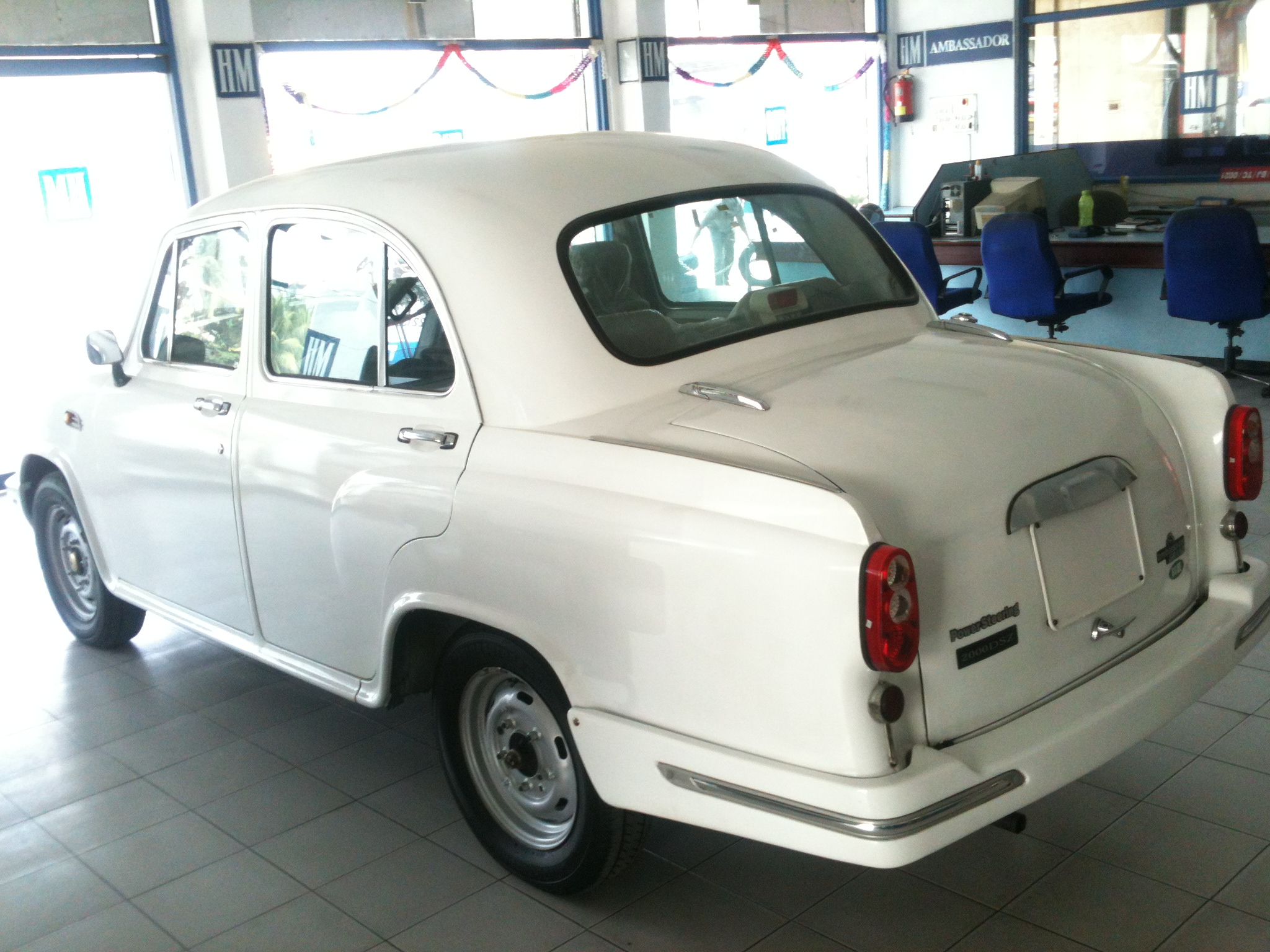
2013 Hindustan Ambassador. Parce que le design de Ambassador resta pratiquement inchangé pendant près de soixante ans, l'empennage a été conservé sur toute la durée de sa production

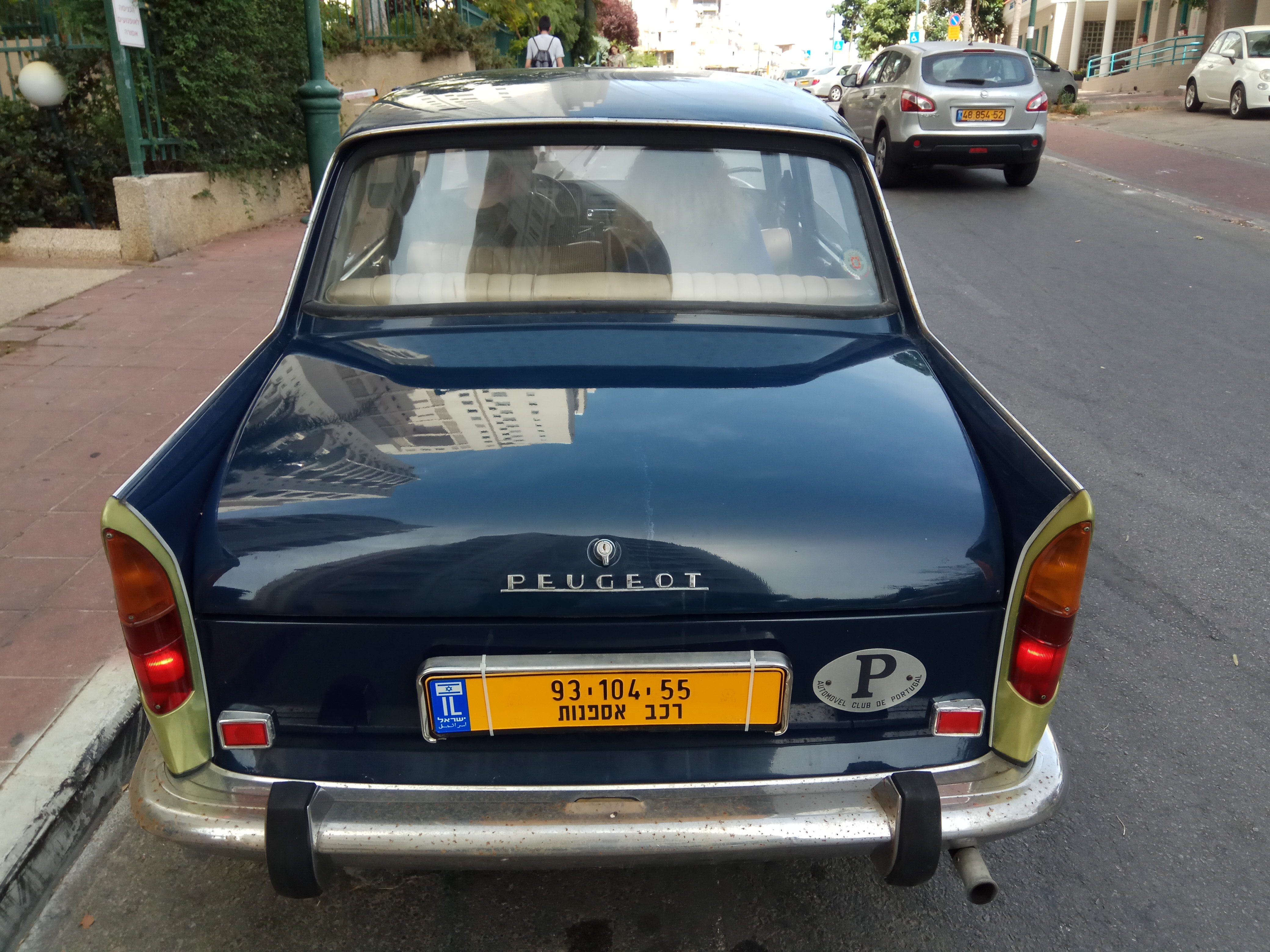
Empennage d'une Peugeot 404.

Les empennages furent critiqués comme préoccupation en matière de sécurité, même pour un véhicule en stationnement. Dans Kahn v. Chrysler (1963), un enfant de sept ans percute à vélo un empennage et se blesse à la tête. Un cas de la même époque, Trappe v. Ford (1958), est aussi important dans l'étude des blessures par véhicules en stationnement. Dans ces deux affaires, des enfants ont été blessés par de fortes saillies sur des voitures en stationnement.
Des exemples de styles d'empennage:
- Buick LeSabre, 1959–1963
- Buick Roadmaster, 1955–1958
- Cadillac Deville, 1959-1964
- Cadillac Eldorado, 1948–1964
- Chevrolet Bel Air, 1955–1960
- Chevrolet Impala, 1958–1960
- Chrysler New Yorker, 1957–1964
- Chrysler Valiant, 1962
- Chrysler Windsor, 1956–1960
- Cisitalia 1947
- DeSoto Adventurer, 1957–1960
- DeSoto Fireflite, 1956–1960
- Dodge Dart, 1960–1961
- Dodge Lancer, 1955–1959
- Edsel (all models), 1958–1960
- Fiat 2100, 1959–1961
- Ford Consul, 1951–1962
- Ford Fairlane, 1957–1963
- Ford Galaxie, 1959–1961
- Ford Thunderbird, 1957–1963
- Ford Zephyr, 1951–1966
- Holden FB & EK, 1960-1962
- Imperial, 1955–1961
- Lincoln Capri, 1955–1957
- Lincoln Continental, 1957–1960
- Mercedes-Benz Fintail
- Mercury Comet, 1960–1964
- Mercury Meteor, 1961–1963
- Mercury Monterey, 1957–1964
- Mercury Park Lane, 1959–1960
- Mercury Turnpike Cruiser,1957–1958
- Morris Major (Series II & Elite,) 1959–1964
- Morris Oxford Farina
- Moskvitch 402 – Moskvitch 407, 1956–1965
- Moskvitch 408 – Moskvitch 412, 1964–1976
- Oldsmobile 98 – Oldsmobile 88, 1957–1959
- Peugeot 404, 1960–1975
- Plymouth Fury, 1956–1960
- Plymouth Valiant, 1960–1962
- Pontiac Star Chief, 1959–1960
- Pontiac Catalina,1959–1960
- Škoda Octavia, 1959-1971
- Studebaker-Packard Hawk series, 1957–1961
- Studebaker President, 1957–1958
- Studebaker Commander, 1958
- Vauxhall Cresta PA, 1957–1962
- ZIL-111, 1959–1962

## Subtile réintroduction
En 1999, Cadillac a lancé la voiture concept Cadillac Evoq pour diriger les nouveaux styles, dans la campagne dite de "l'art et la science". Les Cadillac récentes ont intégré cette conception et ont comme signature des feux arrière verticaux sur de petits empennages. Les concepteurs Cadillac appellent le style actuel évocateur d'empennages. En 2010, la Cadillac SRX intégra les feux arrière verticaux distinctifs sculptés dans de minuscules empennages en saillie à partir de l'arrière. Cela fut également fait sur la Cadillac XTS, lancée en 2012, et avec beaucoup d'autres modèles par la suite.
En 2009 Trabant introduit le concept Nt avec de très distincts ailerons de queue en saillie à partir de l'arrière, semblable aux modèles précédents faits par l'entreprise.
La Chrysler 300 de 2011 à aujourd'hui, a de subtils empennages, mais bien distincts. 
Bien que non officiellement mentionné par le fabricant, des critiques des médias comparent les angles des feux arrière de la quatrième génération de Toyota Prius à des empennages. Cela se voit clairement lorsque les feux arrière sont allumés. D'autres modèles Toyota, tels que, la Toyota Camry et la Lexus LS de 2018, ont également des feux arrière qui rappellent les ailerons de queue des années 1950.